# Fàbrica Can Salom
Can Salom fou una fàbrica de sabates creada al barri de La Soledat (Palma) el 1938. El seu fundador va ser Jaime Salom i l'edifici va ser construït per l'arquitecte Guillem Muntaner i és d'estil racionalista. Les sabates de Can Salom a partir de 1942 es varen popularitzar amb el nom de "sabates Gorila". Es tractava d'unes sabates infantils que es caracteritzaven per la seva durabilitat i robustesa, gràcies a la goma vulcanitzada. Els anys 50, 60 i 70 foren els anys de màxima esplendor i arribaren a produir 800.000 parells de sabates. La fàbrica va arribar a tenir més de 400 empleats. La seva popularitat també la va aconseguir gràcies al fet de regalar una pilota de goma per cada parell comprat. Jaime Salom s'havia inspirat amb la pel·lícula King Kong estrenada el 1933 per dissenyar el logotip de la seva empresa.
L'empresari industrial, Jaime Salom, es convertí en un dels mallorquins més rics del moment i entorn el 1955 va fundar un equip ciclista, el Minaco Gorila, amb el que participava a quasi totes les voltes que se celebraven a Espanya.
Jaime Salom va morir als anys 80 i la propietat passà a mans de Miquel Oliver, el qual va vendre la fàbrica a una empresa de calçat d'Arnedo (La Rioja). La fàbrica de Palma tancà les portes entorn a l'any 1990, però avui en dia la marca Gorila es continua produint a Arnedo (La Rioja).
Pel que fa a l'edifici de la fàbrica Can Salom avui en dia resta en desús, però s'ha anunciat la seva rehabilitació per part del Grup Sampol. En breu aquest edifici situat al carrer de sa Punta de La Soledat Sud, i que ocupa uns 8.000 metres quadrats, es convertirà en un Citylab en l'anomenada zona d'innovació del districte de Llevant de Palma.